# Інший мудрець

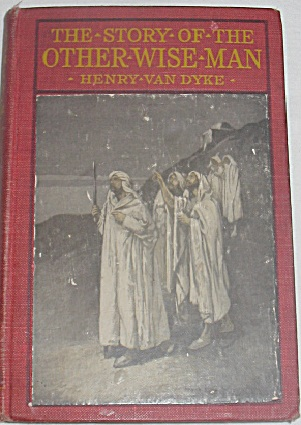
Книжкове видання видавництва Harper & Brothers.

«Інший мудрець» або «Інша мудра людина» — короткий роман або довге оповідання Генрі ван Дайка. Вперше він був опублікований у 1895 році і з того часу багато разів перевидавався.

## Історія
Історія є доповненням і розширенням розповіді про біблійних волхвів, описаної в Євангелії від Матвія в Новому Заповіті. У ньому розповідається про «четвертого» мудреця (відповідно до традиції, що волхвів було троє), жерця волхвів на ім'я Артабан, одного з мідійців з Персії. Як й інші волхви, він бачив ознаки на небі, які сповіщали, що серед євреїв народився Цар. Подібно до них, він збирається побачити новонародженого правителя, несучи скарби, щоб подарувати дитині — сапфір, рубін і «дорогоцінну перлину». Однак по дорозі він зупиняється, щоб допомогти вмираючому, через що запізнюється на зустріч із караваном трьох інших мудреців. Оскільки він пропустив караван, й не може перетнути пустелю лише на коні, він змушений продати один зі своїх скарбів, щоб купити верблюдів і припаси, необхідні для подорожі. Потім він починає свою подорож, але прибуває до Вифлеєму надто пізно, щоб побачити дитину, батьки якої втекли до Єгипту. Він рятує життя дитини ціною ще одного свого скарбу.
Потім він подорожує до Єгипту та інших країн, багато років шукаючи Ісуса та виконуючи по дорозі вчинки милосердя. Після 33 років Артабан все ще паломник і шукач світла. Артабан прибуває в Єрусалим вчасно, перед розп'яттям Ісуса. Він витрачає свій останній скарб, перлину, щоб викупити молоду жінку від продажі в рабство. Тоді йому на голову падає черепиця, і він ось-ось помре, оскільки не зміг знайти Ісуса, але зробив багато добра завдяки благодійній діяльності. Голос каже йому: «Істинно кажу тобі: усе, що ти зробив одному з цих братів Моїх найменших, ти зробив це Мені». (Матвія 25:40) Він помирає в спокійному сяйві подиву й радості. Його скарби були прийняті, а Інший Мудрець знайшов свого Короля.

## Інші версії
- Ця історія була драматизована як п'єса кілька разів: Полін Фелпс у 1951 році,[5] Гарольд Г. Слікер у 1952 році,[6] Еверет Редфорд у 1956 році,[7] і М. Персі Крозьє та Маргарет Брюс у 1963,[8] серед інших.
- Телевізійна адаптація оповідання була представлена на шоу Hallmark Hall of Fame (з Уеслі Адді в ролі Артабана) у 1953 році[9] . Телевізійні версії історії також з'явилися на Kraft Television Theatre у 1957 році (з Річардом Кайлі в головній ролі)[10] та на GE True Theatre у 1960 році (з Гаррі Таунсом у головній ролі).[11] Повнометражний (73 хвилини) телевізійний фільм під назвою «Четвертий мудрець» з Мартіном Шином у головній ролі був показаний 30 березня 1985 року[12] .
- У 1989 році Bonneville Communications створила анімаційну версію історії.
- Ораторія або літургійна опера, заснована на історії, була написана Сьюзен Халсман Бінгем, прем'єра якої відбулася в 2000 році[13].
- Камерна опера була написана М. Райаном Тейлором, прем'єра якої відбулася в 2006 році[14].
- Опера була написана Дам'яном Раконьяцом на лібрето Девіда Вайзхарта, прем'єра якої відбулася в 2010 році[15].
- Спрощена версія казки, призначена для дітей, була написана Робертом Барреттом у 2007 році[16].
- Картину Артабана зробив шотландський художник Пітер Хаусон для використання першим міністром Шотландії Алексом Салмондом як його офіційну різдвяну листівку 2013 року.[17]
- Роман Едзарда Шапера, написаний у 1961 році: «Der vierte König».[18]

## Коментар
- «Я не знаю, звідки взялася ця маленька історія — можливо, з повітря. Одне можна сказати напевно: про це не написано ні в одній іншій книзі, а також цього не можна знайти серед стародавніх знань Сходу. І все ж я ніколи не відчував себе своїм. Це був дар, і мені здавалося, ніби я знаю Того, хто Дарує». — Генрі ван Дайк
- «Ця історія про „Іншого мудреця“ така прекрасна й вірна тому, що є найкращим у нашій природі, і така сповнена різдвяного духу, що вона має знайти свій шлях до кожного пакуночка різдвяних подарунків у країні». —Harper's New Monthly Magazine[19]
- «Те, що Ван Дайк створив, було так просто й красиво викладено, що читач навіть не підозрює, що це відтворення світу, який знав наш Господь, ґрунтується на неймовірних дослідженнях. Це приголомшливий tour de force». — Джо Л. Вілер, Різдво в моєму серці[20].

## Однойменко
На честь цієї історії був названий великий зірчастий сапфір, Зірка Артабана. Зараз він знаходиться в Смітсонівському Національному музеї природної історії.